# Liga Femenina de Costa Rica 2022
La temporada 2022 de la Primera División Femenina de Costa Rica fue la 24.ª edición de la Primera División de fútbol, denominada Liga Promerica por motivos de patrocinio. El torneo lo organiza la Unión Femenina de Fútbol de Costa Rica (UNIFFUT). Alajuelense se proclama campeón nacional del Apertura 2022, obteniendo dos torneos consecutivos de forma invicta, consiguiendo el primer tricampeonato de la historia del futbol femenino.

## Sistema de competición
El torneo de la Primera División Femenina, está conformado en dos partes:
- Fase de clasificación: Se integra por las 14 jornadas del torneo.
- Fase final: Se integra por los partidos de semifinal y final.

### Fase de clasificación
En la fase de clasificación se observa el sistema de puntos. La ubicación en la tabla general, está sujeta a las siguientes condiciones:
- Por juego ganado se obtendrán tres puntos.
- Por juego empatado se obtendrá un punto.
- Por juego perdido no se otorgan puntos.

En esta fase participan los 8 clubes de la Primera División Femenina jugando en cada torneo todos contra todos durante las 14 jornadas respectivas, a visita recíproca.
El orden de los clubes al final de la fase de clasificación del torneo corresponderá a la suma de los puntos obtenidos por cada uno de ellos y se presentará en forma descendente. Si al finalizar las 14 jornadas del torneo, dos o más clubes estuviesen empatados en puntos, su posición en la tabla general será determinada atendiendo a los siguientes criterios de desempate:
1. Mayor diferencia positiva general de goles. Este resultado se obtiene mediante la sumatoria de los goles anotados a todos los rivales, en cada campeonato menos los goles recibidos de estos.
2. Mayor cantidad de goles a favor, anotados a todos los rivales dentro de la misma competencia.
3. Mejor puntuación particular que hayan conseguido en las confrontaciones particulares entre ellos mismos.
4. Mayor diferencia positiva particular de goles, la cual se obtiene sumando los goles de los equipos empatados y restándole los goles recibidos.
5. Mayor cantidad de goles a favor que hayan conseguido en las confrontaciones entre ellos mismos.
6. Como última alternativa, la UNIFFUT realizaría un sorteo para el desempate.

Para determinar los lugares que ocuparán los clubes que participen en la fase final del torneo se tomará como base la tabla de clasificación de cada competición.
Participan por el título de campeón los cuatro primeros clubes de la tabla general de clasificación al término de las 14 jornadas.

### Fase final
Los cuatro clubes calificados para esta fase del torneo serán reubicados de acuerdo con el lugar que ocupen en la tabla general al término de la jornada 14, con el puesto del número uno al club mejor clasificado, y así hasta el número cuatro. Los partidos a esta fase se desarrollarán a visita, en las siguientes etapas:
- Semifinales
- Final

Los clubes vencedores en los partidos de semifinal serán aquellos que en los dos juegos anoten el mayor número de goles. De existir empate en el número de goles anotados, se darán los lanzamientos desde el punto de penal para definir al vencedor.
Los partidos de semifinales se jugarán de la siguiente manera:
En la final participarán los dos clubes vencedores de las semifinales, donde el equipo que cierra la serie será aquel que haya conseguido la mejor posición en la tabla.

## Equipos participantes

### Equipos por provincia
Para la temporada 2021, la provincia con más equipos en la Primera División es San José con cinco.
| Saprissa Sporting F.C Herediano Alajuelense Dimas Suva Sports Pococí Pérez Zeledón |

| Provincia | N.º | Equipos                                                           |
| --------- | --- | ----------------------------------------------------------------- |
| San José  | 5   | Dimas Escazú, Saprissa, Sporting F.C, Pérez Zeledón y Suva Sports |
| Alajuela  | 1   | Alajuelense                                                       |
| Heredia   | 1   | Herediano                                                         |
| Limón     | 1   | Pococí                                                            |

### Información de los equipos
| Equipo        | Entrenador      | Ciudad                  | Estadio           | Capacidad | Kit         |
| ------------- | --------------- | ----------------------- | ----------------- | --------- | ----------- |
| Alajuelense   | Wilmer López    | Alajuela                | Morera Soto       | 17 700    | Kelme       |
| Pérez Zeledón | Verónica Acuña  | Coronado, San José      | Municipal         | 3 259     | New Balance |
| Dimas Escazú  | Geovanni Vargas | Pérez Zeledón, San José | Nicolás Masís     | 3 000     | New Balance |
| Herediano     | Bernal Castillo | Heredia                 | Nicolás Masís     | 3 000     | Umbro       |
| Pococí        | Yocelyn Aguilar | Pococí, Limón           | Ebal Rodríguez    | 3 300     | New Balance |
| Saprissa      | Karol Robles    | Tibás, San José         | Ricardo Saprissa  | 20 558    | Kappa       |
| Sporting F.C  | Randall Chacón  | Pavas, San José         | Ernesto Rohrmoser | 3 000     | New Balance |
| Suva          | Johnny Morales  | Pérez Zeledón, San José | Municipal         | 3 259     | New Balance |

## Estadios
| |                                                                                       |                                                                                                  |
| |                                                                                       |                                                                                                  |
| Estadio Ricardo Saprissa Ciudad: Tibás, San José Capacidad: 20 558 Club: Saprissa                    | Estadio Morera Soto Ciudad: Alajuela Capacidad: 17 700 Club: Alajuelense              | Estadio Ebal Rodríguez Ciudad: Guápiles, Limón Capacidad: 3 300 Club: Pococí                     |
| |                                                                                       |                                                                                                  |
| Estadio Municipal Ciudad: Pérez Zeledón, San José Capacidad: 3 259 Club: Pérez Zeledón y Suva Sports | Estadio Ernesto Rohrmoser Ciudad: Pavas, San José Capacidad: 3 000 Club: Sporting F.C | Estadio Nicolás Masís Ciudad: Escazú, San José Capacidad: 3 000 Clubes: Dimas Escazú y Herediano |

## Tabla general
| Pos. | Equipo             | Pts. | PJ | G  | E | P  | GF | GC  | Dif. |  |
| ---- | ------------------ | ---- | -- | -- | - | -- | -- | --- | ---- |  |
| 1    | L. D. Alajuelense  | 62   | 28 | 19 | 5 | 4  | 80 | 34  | +46  |  |
| 2    | Sporting F.C       | 59   | 28 | 17 | 8 | 3  | 79 | 27  | +52  |  |
| 3    | C. S. Herediano    | 56   | 28 | 16 | 8 | 4  | 56 | 31  | +25  |  |
| 4    | Deportivo Saprissa | 48   | 28 | 14 | 6 | 8  | 70 | 39  | +31  |  |
| 5    | Dimas Escazú       | 32   | 28 | 8  | 8 | 12 | 33 | 42  | −9   |  |
| 6    | Municipal Pococí   | 29   | 28 | 8  | 5 | 15 | 36 | 43  | −7   |  |
| 7    | Pérez Zeledón      | 23   | 28 | 7  | 2 | 19 | 24 | 72  | −48  |  |
| 8    | Suva Sports        | 6    | 28 | 2  | 0 | 26 | 17 | 107 | −90  |  |

 Fuente: Just Soccer CR
Criterios de clasificación: Puntos · Diferencia de goles · Goles a favor
|  | Descenso |

## Torneo de Apertura

### Fase de clasificación

#### Tabla de posiciones
| Pos. | Equipo             | Pts. | PJ | G  | E | P  | GF | GC | Dif. |  |
| ---- | ------------------ | ---- | -- | -- | - | -- | -- | -- | ---- |  |
| 1    | L. D. Alajuelense  | 34   | 14 | 10 | 4 | 0  | 49 | 9  | +40  |  |
| 2    | C. S. Herediano    | 26   | 14 | 7  | 5 | 2  | 24 | 15 | +9   |  |
| 3    | Deportivo Saprissa | 25   | 14 | 7  | 4 | 3  | 31 | 17 | +14  |  |
| 4    | Sporting F.C       | 24   | 14 | 6  | 6 | 2  | 34 | 15 | +19  |  |
| 5    | Dimas Escazú       | 23   | 14 | 6  | 5 | 3  | 21 | 19 | +2   |  |
| 6    | Municipal Pococí   | 14   | 14 | 4  | 2 | 8  | 20 | 24 | −4   |  |
| 7    | Pérez Zeledón      | 5    | 14 | 1  | 2 | 11 | 12 | 41 | −29  |  |
| 8    | Suva Sports        | 3    | 14 | 1  | 0 | 13 | 8  | 59 | −51  |  |

 Fuente: Just Soccer CR
Criterios de clasificación: Puntos · Diferencia de goles · Goles a favor
|  | Clasifica a semifinales. |
|  | Último lugar.            |

### Fase final
|  | Semifinales 5 de junio (ida) 8 de junio (vuelta) | Semifinales 5 de junio (ida) 8 de junio (vuelta) | Semifinales 5 de junio (ida) 8 de junio (vuelta) | Semifinales 5 de junio (ida) 8 de junio (vuelta) | Semifinales 5 de junio (ida) 8 de junio (vuelta) |   |    | Final 12 de junio (ida) 18 de junio (vuelta) | Final 12 de junio (ida) 18 de junio (vuelta) | Final 12 de junio (ida) 18 de junio (vuelta) | Final 12 de junio (ida) 18 de junio (vuelta) | Final 12 de junio (ida) 18 de junio (vuelta) |
|  |                                                  |                                                  |                                                  |                                                  |                                                  |   |    |                                              |                                              |                                              |                                              |                                              |
|  | 1                                                | L.D. Alajuelense                                 | 2                                                | 2                                                | 4                                                |   |    |                                              |                                              |                                              |                                              |                                              |
|  | 4                                                | Sporting F.C.                                    | 0                                                | 0                                                | 0                                                |   |    |                                              |                                              |                                              |                                              |                                              |
|  |                                                  |                                                  |                                                  |                                                  |                                                  |   | F1 | L.D. Alajuelense                             | 3                                            | 1                                            | 4                                            |                                              |
|  |                                                  | F2                                               | Saprissa F.F.                                    | 1                                                | 0                                                | 1 |    |                                              |                                              |                                              |                                              |                                              |
|  | 2                                                | C.S. Herediano                                   | 1                                                | 0                                                | 1                                                |   |    |                                              |                                              |                                              |                                              |                                              |
|  | 3                                                | Saprissa F.F.                                    | 0                                                | 3                                                | 3                                                |   |    |                                              |                                              |                                              |                                              |                                              |

#### L. D. Alajuelense-Sporting F.C
| 5 de junio de 2022, 19:00 | Sporting F.C | 0:2 (0:0) | L. D. Alajuelense                   | Estadio Cuty Monge, Desamparados         |                                          |
|                           |              | Reporte   | - Kenia Rangel 64' - Mia Corbin 51' | Asistencia: - espectadores Árbitro(s): - | Asistencia: - espectadores Árbitro(s): - |

| 8 de junio de 2022, 19:00 | L. D. Alajuelense                           | 2:0 (2:0) | Sporting F.C | Estadio Morera Soto, Alajuela                        |                                                      |
|                           | - Fernanda Barrantes 17' - Shirley Cruz 31' | Reporte   |              | Asistencia: - espectadores Árbitro(s): Milena Zamora | Asistencia: - espectadores Árbitro(s): Milena Zamora |

#### C. S. Herediano-Saprissa F. F.
| 5 de junio de 2022, 20:00 | Deportivo Saprissa | 0:1 (0:1) | C. S. Herediano | Estadio Ricardo Saprissa, Tibás, San José |                                          |
|                           |                    | Reporte   |                 | Asistencia: - espectadores Árbitro(s): -  | Asistencia: - espectadores Árbitro(s): - |

| 8 de junio de 2022, 20:00 | C. S. Herediano | 0:3 (0:1) | Deportivo Saprissa | Estadio Colleya Fonseca, Guadalupe                  |                                                     |
|                           |                 | Reporte   |                    | Asistencia: - espectadores Árbitro(s): Andrés Gómez | Asistencia: - espectadores Árbitro(s): Andrés Gómez |

#### L. D. Alajuelense-Saprissa F. F.
| 12 de junio de 2022, 15:00 | Deportivo Saprissa | 1:3 (1:1) | L. D. Alajuelense                                        | Estadio Ricardo Saprissa, Tibás, San José                |                                                          |
|                            | - Cristel Sandí 4' | Reporte   | - Lixy Rodríguez 16' - Kenia Rangel 54' - Mia Corbin 58' | Asistencia: 4500 espectadores Árbitro(s): Diego Cantillo | Asistencia: 4500 espectadores Árbitro(s): Diego Cantillo |

| 18 de junio de 2022, 19:00 | L. D. Alajuelense      | 1:0 (0:0) | Deportivo Saprissa | Estadio Morera Soto, Alajuela                |                                              |
|                            | - Gabriela Guillén 49' | Reporte   |                    | Asistencia: 14144 espectadores Árbitro(s): - | Asistencia: 14144 espectadores Árbitro(s): - |

### Plantilla del Campeón Nacional
- Noelia Bermúdez, María José Zúñiga, María Paula Alfaro, Gabriela Guillén, María Paula Coto, Marilenis Oporta, Fabiola Villalobos, Lixy Rodríguez, Valery Sandoval, Jimena, Rodríguez, Shirley Cruz, Alexandra Pinell, Kenia Rangel, Natalia Mills, María Paula Arce, Marian Solano, Viviana Chinchilla, Mariela Campos, Sianyf Agüero, Dana Brocks, Marian, Solano, Sharon Corrales, María Fernanda Barrantes, Mia Corbin.
- Cuerpo Técnico: Wilmer López, Gabriela Aguilar, José Alexis Rojas, Jorge Slon, José Mario Conejo, Kevin Obando, Diego Murillo.

|                        |
| Campeón Alajuelense FF |
| 4.to título            |

## Torneo de Clausura

### Fase de clasificación

#### Tabla de posiciones
| Pos. | Equipo             | Pts. | PJ | G  | E | P  | GF | GC | Dif. |  |
| ---- | ------------------ | ---- | -- | -- | - | -- | -- | -- | ---- |  |
| 1    | Sporting F.C       | 35   | 14 | 11 | 2 | 1  | 45 | 12 | +33  |  |
| 2    | C. S. Herediano    | 30   | 14 | 9  | 3 | 2  | 32 | 16 | +16  |  |
| 3    | L. D. Alajuelense  | 28   | 14 | 9  | 1 | 4  | 31 | 25 | +6   |  |
| 4    | Deportivo Saprissa | 23   | 14 | 7  | 2 | 5  | 39 | 22 | +17  |  |
| 5    | Pérez Zeledón      | 18   | 14 | 6  | 0 | 8  | 12 | 31 | −19  |  |
| 6    | Municipal Pococí   | 15   | 14 | 4  | 3 | 7  | 16 | 19 | −3   |  |
| 7    | Dimas Escazú       | 9    | 14 | 2  | 3 | 9  | 12 | 23 | −11  |  |
| 8    | Suva Sports        | 3    | 14 | 1  | 0 | 13 | 9  | 48 | −39  |  |

 Fuente: Just Soccer CR
Criterios de clasificación: Puntos · Diferencia de goles · Goles a favor
|  | Clasifica a semifinales. |
|  | Último lugar.            |

### Fase final
|  | Semifinales 27 de noviembre (ida) 4 de diciembre (vuelta) | Semifinales 27 de noviembre (ida) 4 de diciembre (vuelta) | Semifinales 27 de noviembre (ida) 4 de diciembre (vuelta) | Semifinales 27 de noviembre (ida) 4 de diciembre (vuelta) | Semifinales 27 de noviembre (ida) 4 de diciembre (vuelta) |   |    | Final         | Final | Final | Final | Final |
|  |                                                           |                                                           |                                                           |                                                           |                                                           |   |    |               |       |       |       |       |
|  | 1                                                         | Sporting F.C.                                             | 2                                                         | 3                                                         | 5                                                         |   |    |               |       |       |       |       |
|  | 4                                                         | Saprissa F.F.                                             | 1                                                         | 3                                                         | 4                                                         |   |    |               |       |       |       |       |
|  |                                                           |                                                           |                                                           |                                                           |                                                           |   | F1 | Sporting F.C. | 1     | 2     | 3     |       |
|  |                                                           | F2                                                        | L.D. Alajuelense                                          | 3                                                         | 1                                                         | 4 |    |               |       |       |       |       |
|  | 2                                                         | C.S. Herediano                                            | 0                                                         | 1                                                         | 1                                                         |   |    |               |       |       |       |       |
|  | 3                                                         | L.D. Alajuelense                                          | 5                                                         | 2                                                         | 7                                                         |   |    |               |       |       |       |       |

#### Saprissa F.F.-Sporting F.C
| 27 de noviembre de 2022, 15:00 | Saprissa F.F.             | 1:2 (0:0) | Sporting F.C                               | Estadio Ricardo Saprissa, Tibás, San José                 |                                                           |
|                                | - Gabriela Villagrand 75' |           | - Raquel Chacón 51' - Cristin Granados 81' | Asistencia: - espectadores Árbitro(s): -William Rodríguez | Asistencia: - espectadores Árbitro(s): -William Rodríguez |

| 4 de diciembre de 2022, 16:15 | Sporting F.C                                      | 3-3 (1:1) (Global 5-4) | Saprissa F.F.                       | Estadio Ernesto Rohrmoser, Pavas, San José                |                                                           |
|                               | - Yerling Ovares 15' - Cristin Granados 47' 90+1' |                        | - Gabriela Villagrand 24' 52' 90+4' | Asistencia: Sin espectadores Árbitro(s): -Marianela Araya | Asistencia: Sin espectadores Árbitro(s): -Marianela Araya |

#### L. D. Alajuelense-C. S. Herediano
| 27 de noviembre de 2022, 15:00 | L. D. Alajuelense                                                                                        | 5:0 (2:0) | C. S. Herediano | Estadio Morera Soto, Alajuela                        |                                                      |
|                                | - Gabriela Guillén 11' - Viviana Chinchilla 14' - Mia Corbin 53' - Kenia Rangel 76' - Mariela Campos 93' |           |                 | Asistencia: - espectadores Árbitro(s): -José Montero | Asistencia: - espectadores Árbitro(s): -José Montero |

| 02 de diciembre de 2022, 20:00 | C. S. Herediano  | 1-2 (1:0) (Global 1-7) | L. D. Alajuelense    | Estadio Colleya Fonseca, Guadalupe                         |                                                            |
|                                | - Yedry Salas 1' |                        | - Mia Corbin 74' 79' | Asistencia: Sin espectadores Árbitro(s): -Saphire Stockman | Asistencia: Sin espectadores Árbitro(s): -Saphire Stockman |

#### L. D. Alajuelense-Sporting F.C
| 10 de diciembre de 2022, 19:00 | L. D. Alajuelense                                          | 3:1 | Sporting F.C      | Estadio Morera Soto, Alajuela                          |                                                        |
|                                | Viviana Chinchilla 15' · Shirley Cruz 71' · Mia Corbin 90' |     | Carol Sánchez 39' | Asistencia: 2200 espectadores Árbitro(s): Roger Vindas | Asistencia: 2200 espectadores Árbitro(s): Roger Vindas |

| 18 de diciembre de 2022, 16:30 | Sporting F.C          | 2:1 (1:0) | L. D. Alajuelense | Estadio Ernesto Rohrmoser, Pavas, San José |               |
|                                | Lourdes Viana 20' 66' |           | Mia Corbin 83'    | Árbitro(s): -                              | Árbitro(s): - |

### Plantilla del Campeón Nacional
- Noelia Bermúdez, Fabiola Murillo, María Paula Alfaro, Gabriela Guillén, María Jose Brenes, Marilenis Oporta, Valery Sandoval, Jimena, Rodríguez, Shirley Cruz, Alexandra Pinell, Kenia Rangel, Natalia Mills, María Paula Arce, Marian Solano, Viviana Chinchilla, Mariela Campos, Sianyf Agüero, Mia Corbin, Jennie Lakip, Sofía Arguedas, Saray Benavides.
- Cuerpo Técnico: Wilmer López, Gabriela Aguilar, José Alexis Rojas, Jorge Slon, María Fernanda Barrantes.

|                        |
| Campeón Alajuelense FF |
| 5.to título            |

## Estadísticas

### Máximas goleadoras
Lista con las máximas goleadoras de la competencia.
Datos actualizados a 16 de octubre de 2022, según UNIFFUT.

#### Apertura
| Posición | Jugadora           | Club         | Goles |
| -------- | ------------------ | ------------ | ----- |
| 1º       | Mia Corbin         | Alajuelense  | 16    |
| 2º       | Diana Vallejos     | Herediano    | 11    |
| 3º       | Fernanda Barrantes | Alajuelense  | 7     |
|          | Yerenis de León    | Sporting F.C | 7     |
|          | Fernanda Figueroa  | Dimas Escazú | 7     |
|          | Cristin Granados   | Sporting F.C | 7     |
|          | Emilie Valenciano  | Sporting F.C | 7     |

#### Clausura
| Posición | Jugadora           | Club         | Goles |
| -------- | ------------------ | ------------ | ----- |
| 1º       | Mia Corbin         | Alajuelense  | 17    |
| 2º       | Cristin Granados   | Sporting F.C | 15    |
| 3º       | Katherine Alvarado | Saprissa     | 9     |
| 4º       | Diana Vallejos     | Herediano    | 6     |
|          | Carol Sánchez      | Sporting F.C | 6     |
|          | Kenlly Villalobos  | Saprissa     | 6     |